# Jean-Baptiste Treilhard

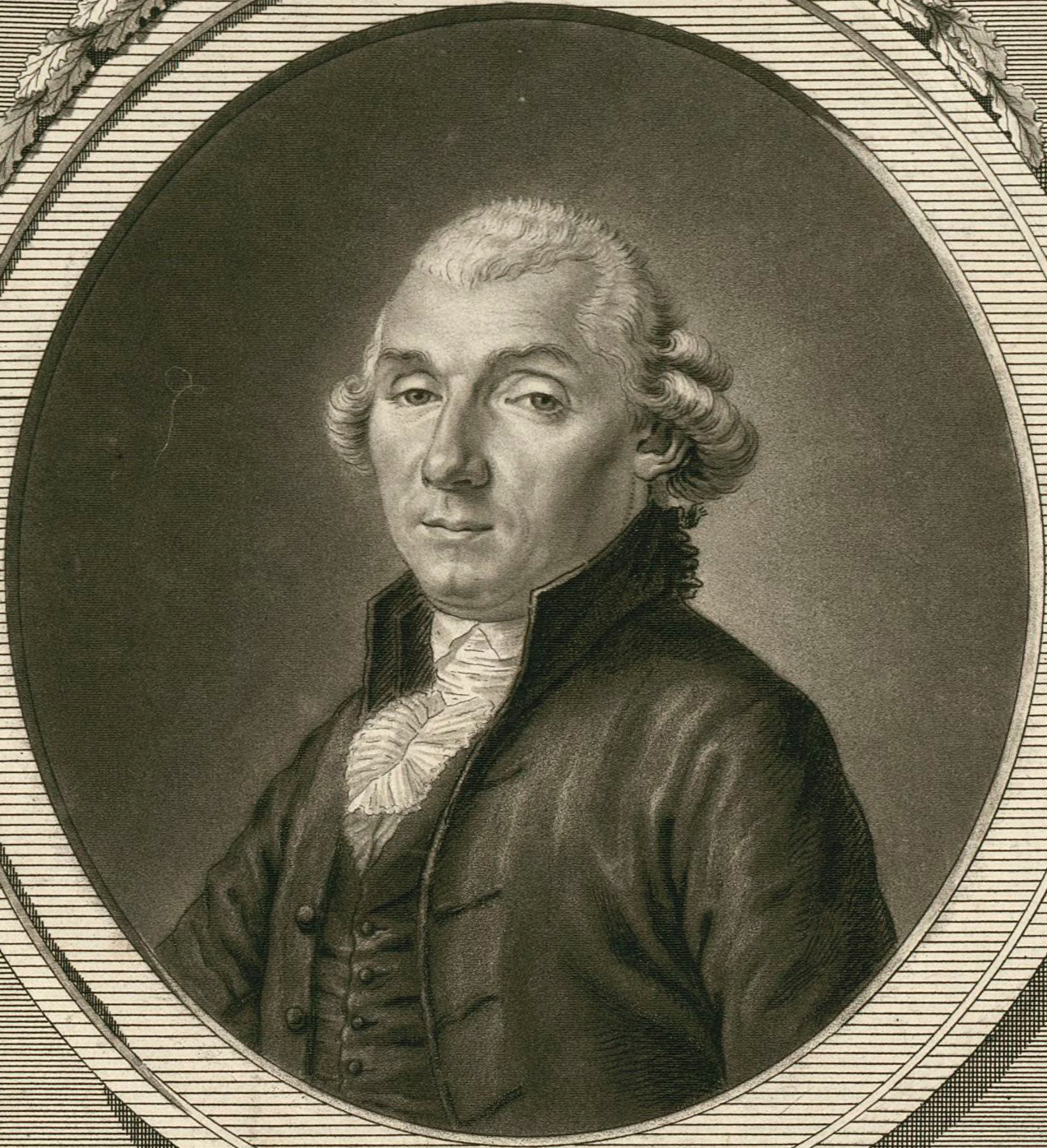
Portretgravure uit 1790

Jean-Baptiste Treilhard (Brive-la-Gaillarde, 3 januari 1742 – Parijs, 1 december 1810) was een Frans politicus en jurist tijdens de Franse Revolutie en onder Napoleon Bonaparte. Hij zetelde in diverse wetgevende vergaderingen en was in 1798-1799 lid van het vijfkoppige Directoire. Daarna werd hij rechter en redigeerde hij mee de grote napoleontische wetboeken. Op het einde van zijn leven werd de voormalige republikein als graaf verheven in de keizerlijke adel.

## Leven
Treilhard was de zoon van een advocaat uit de Limousin. Hij studeerde zelf ook rechten aan het Collège d'Harcourt van de Universiteit van Parijs. Van huis uit was hij vertrouwd met de geest van het jansenisme en de hervormingsplannen van de fysiocraat Turgot, toen intendant in Limoges. In 1761 werd Treilhard toegelaten tot de balie aan het Parlement van Parijs. Hij verwierf bekendheid in 1769 door de felle verdediging van zijn geboortestad tegen de feodale aanspraken van hertog Louis de Noailles, een zaak die hij weliswaar verloor. Dankzij het cliënteel van de Ferme générale werd hij een van de voornaamste Parijse advocaten. In 1771 nam hij afscheid van de balie uit protest tegen de hervormingen van Maupeou, die ook de orde van advocaten troffen. In 1775 keerde hij terug en werd hij dankzij Turgot inspecteur-generaal van de Kroondomeinen, terwijl hij tegelijk de belangen van de prinsen van Condé behartigde. 
In het voorjaar van 1789 werd Treilhard belast met het toezicht op de 36 commissarissen die de cahiers de doléances van Parijs redigeerden. Met 116 stemmen werd hij door de derde stand van Parijs afgevaardigd naar de Staten-Generaal, die revolutionair vervelden tot de Nationale Grondwetgevende Vergadering. Als eminent jurist was hij lid van de constitutionele, kerkelijke en domaniale comité's ervan. Hij stemde voor het eenkamerstelsel en voor het opschortend vetorecht van de koning. In de herfst van 1789 behoorde Treilhard tot degenen die de nationalisering van kerkeigendommen vroegen. Ook bewerkstelligde hij mee het decreet van 13 februari 1790, dat de reguliere orden ophief. Samen met Camus en Grégoire stelde hij de civiele grondwet van de clerus op, die op 12 juli 1790 werd gestemd en op 26 juli 1790 bekrachtigd door koning Lodewijk XVI. Daarmee was Treilhard een vooraanstaand politicus geworden. Van 20 tot 31 juli 1790 was hij voorzitter van de Grondwetgevende Vergadering. In het kader van de kerkelijke hervorming, die tweespalt bracht in de Franse geestelijkheid, was hij de opsteller van het decreet van 27 november 1790, dat een eed op de grondwet oplegde aan de priesters en bisschoppen die hun ambt wensten te behouden. In april 1791 keerde paus Pius VI zich openlijk tegen de hervormingen, met als resultaat een scheuring van de Franse clerus.
Na de ontbinding van de Grondwetgevende Vergadering werd Treilhard voorzitter van de Parijse strafrechtbank. Bij de verkiezingen van september 1792 bracht het departement Seine-et-Oise hem in de Nationale Conventie (7e op 14 kandidaten, met 403 stemmen op een totaal van 681 kiezers). Hij was er voorzitter van van 27 december 1792 tot 10 januari 1793, toen de Conventie Louis Capet berechtte. Treilhard stemde voor de dood, zonder beroep op het volk maar met uitstel. Vervolgens haastte hij zich als commissaris naar de Belgische bezette gebieden, maar de aanhechting die hij moest helpen organiseren werd na enkele maanden door militaire tegenspoed afgebroken. Treilhard behoorde tot de centrumstrekking van de Conventie, de zogenaamde Plaine, die het eerste Comité de salut public mocht bemannen. Dankzij het feit dat hij op goede voet stond met Danton en Barère was hij onder degenen die op 6 april 1793 werden benoemd, maar op 13 juni nam hij alweer ontslag. Hij was te gematigd, wat ook bleek tijdens de missies die hij vervulde in de departementen Dordogne en Gironde om de opstanden te onderdrukken die waren uitgebroken als gevolg van de afzetting van de girondijnen. Op 20 juli 1793 moest Treilhard zijn bevoegdheden afstaan aan Tallien. Hij keerde terug naar Parijs en was als gewoon Conventielid actief doorheen het Schrikbewind, zij het uiterst discreet, tot dat op 9 thermidor ten val kwam.
Enkele maanden later, in oktober 1795, werd Treilhard verkozen in de Raad van Vijfhonderd. Hij nam er het roterend voorzitterschap waar van 22 december 1795 tot 20 januari 1796. Zijn harde stellingnames tegen koningsgezinden, refractairen en émigrés leverden hem geen herverkiezing op. Hij werd benoemd in het Tribunal de Cassation, om dan toch voor diplomatieke missies te kiezen. Hij voerde vredesonderhandelingen met de Engelsen in Rijsel, werd ambassadeur in Napels, en trok het volgende jaar als leider van de Franse delegatie naar het Tweede congres van Rastatt. Vóór het einde daarvan keerde hij terug en liet hij zich vervangen door zijn vriend Jean-Antoine Debry, omdat hij gevraagd was voor het Directoire. Op 15 mei 1798 trad hij toe tot dit orgaan in opvolging van de jakobijn Neufchâteau. Hij stond dicht bij Merlin, La Révellière-Lépeaux en Reubell, verder van Barras. Als gevolg van de staatsgreep van 30 prairial werd zijn benoeming op 18 juni 1799 tenietgedaan omdat het Corps législatif oordeelde dat hij niet aan de wachttermijn had voldaan. Hij werd vervangen door Jakobijn Gohier.
Onder het Consulaat werd Treilhard in 1800 vice-voorzitter van de beroepsrechtbank van het departement Seine. In 1802 bracht hij het tot voorzitter van dat tribunaal en werd hij benoemd in de afdeling Wetgeving van de Raad van State. In die hoedanigheid nam hij deel aan de grote codificaties die het Burgerlijk Wetboek, het Strafwetboek, het Wetboek van Strafvordering en het Wetboek van Koophandel tot stand brachten. Vanaf 1808 was hij voorzitter van de afdeling Wetgeving. Keizer Napoleon I verhief hem dat jaar tot graaf en benoemde hem kort nadien tot minister van staat. Na zijn dood is Treilhard gepantheoniseerd.

## Onderscheidingen
- Grootofficier in het Legioen van Eer (1804)
- Minister van staat (1809)

## Voetnoten
1. ↑  Debry zou de enige van de drie Franse gezanten zijn die moord van Rastatt overleefde.

- Bibliothèque nationale de France: cb122118442 (data)
- CiNii: DA15371797
- Gemeinsame Normdatei: 11740893X
- International Standard Name Identifier: 0000 0000 8365 2063
- Library of Congress Control Number: n90701984
- Base Léonore: LH//2626/25
- Nationale Bibliotheek van Tsjechië: mzk2016931123
- Réseau des bibliothèques de Suisse occidentale: 02-A003909408
- SNAC: w6sx6r87
- Système universitaire de documentation: 068526490
- Trove: 1490633
- Virtual International Authority File: 24650840
- WorldCat: E39PBJqFJJq9jvgcMhhPMPvGpP